# Gunndiod

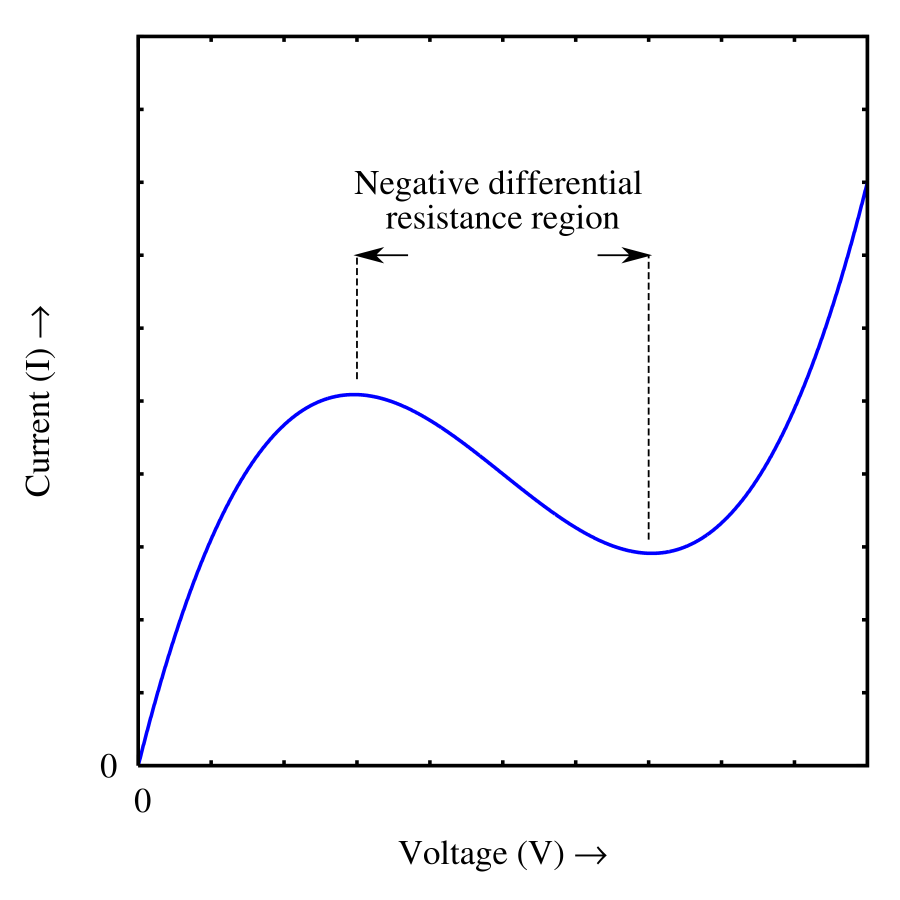
Arbetskurvan hos en Gunndiod.

En Gunndiod (döpt efter fysikern J.B. Gunn, på engelska även kallad Transferred Electron Device eller TED) är en form av diod som används i högfrekvenssammanhang. Galliumarsenid (GaAs) tillåter användning i svängningskretsar upp till 200 GHz medan galliumnitrid (GaN) tillåter användning i högre frekvenser - upp till flera THz. Den skiljer sig från andra dioder genom att den bara består av N-dopat material medan de flesta andra typer av dioder består av både P- och N-dopade regioner.
Gunndioden delas upp i tre regioner där två av dem är hårt dopade på båda sidor om terminalerna och de mellanliggande regionen är tunn och lätt dopad. När en elektrisk spänning läggs över terminalerna kommer den elektriska kraften att vara störst i mittregionen. Denna region kommer således börja leda ström samtidigt som gradienten kommer att sjunka vilket förhindrar att dioden leder ytterligare. I praktiken innebär detta att en Gunndiod har ett arbetsområde där det kan fungera som negativ resistans.